# Юлий Сабин
Юлий Сабин — родом из Галлии, сделал попытку (67—70 г. н. э.) в царствование Веспасиана освободить Галлию от римского владычества. Воспользовавшись восстанием Цивилиса, подчинявшего себе германцев и батавов, Сабин в союзе с двумя тревирами, Юлием Классиком и Юлием Тутором, поднял против римлян галльские племена, и одно время счастье ему благоприятствовало. Но принятие им титула цезаря погубило дело. Могущественное секванское племя отложилось от него, и когда Сабин захотел силой заставить его присоединиться к нему, то был разбит. Позже Сабин был схвачен и привезён в Рим, где и был казнён по приказанию Веспасиана.
Главный герой оперы Джузеппе Сарти «Юлий Сабин».